# Joaquín García
Roberto Joaquín García (Buenos Aires, 20 agosto 2001) è un calciatore argentino, difensore del Vélez Sarsfield.

## Caratteristiche tecniche
È un terzino destro.

## Carriera

### Club
García è cresciuto nel settore giovanile del Vélez Sarsfield, con cui ha firmato il primo contratto professionistico il 30 dicembre 2019. Ha esordito in prima il 28 marzo 2021 dopo nell'incontro di Copa de la Liga Profesional pareggiato 1-1 contro il Defensa y Justicia.

### Nazionale
Ha giocato nella nazionale argentina Under-23.

## Statistiche

### Presenze e reti nei club
Statistiche aggiornate al 23 gennaio 2025.
| Stagione        | Squadra         | Campionato      | Campionato | Campionato | Coppe nazionali | Coppe nazionali | Coppe nazionali | Coppe continentali | Coppe continentali | Coppe continentali | Altre coppe | Altre coppe | Altre coppe | Totale | Totale | Totale |
| Stagione        | Squadra         | Comp            | Pres       | Reti       | Comp            | Pres            | Reti            | Comp               | Pres               | Reti               | Comp        | Pres        | Reti        | Pres   | Reti   |        |
| --------------- | --------------- | --------------- | ---------- | ---------- | --------------- | --------------- | --------------- | ------------------ | ------------------ | ------------------ | ----------- | ----------- | ----------- | ------ | ------ | ------ |
| 2019-2020       | Vélez Sarsfield | PD              | 0          | 0          | CA+CdL          | 0+1             | 0               | CS                 | 0                  | 0                  | -           | -           | -           | 1      | 0      |        |
| 2021            | Vélez Sarsfield | PD              | 0          | 0          | CA+CdL          | 0+4             | 0               | CL                 | 0                  | 0                  | -           | -           | -           | 4      | 0      |        |
| 2022            | Vélez Sarsfield | PD              | 1          | 0          | CA+CdL          | 0               | 0               | CL                 | 0                  | 0                  | -           | -           | -           | 1      | 0      |        |
| 2023            | Vélez Sarsfield | PD              | 8          | 0          | CA+CdL          | 2+10            | 0+1             | -                  | -                  | -                  | -           | -           | -           | 20     | 1      |        |
| 2024            | Vélez Sarsfield | PD              | 22         | 0          | CA+CdL          | 5+10            | 0               | -                  | -                  | -                  | TC          | 1           | 0           | 38     | 0      |        |
| 2025            | Vélez Sarsfield | PD              | 1          | 0          | CA              | 0               | 0               | CL                 | 0                  | 0                  | SA          | -           | -           | 1      | 0      |        |
| Totale carriera | Totale carriera | Totale carriera | 32         | 0          |                 | 32              | 1               |                    | 0                  | 0                  |             | 1           | 0           | 65     | 1      |        |

## Palmarès
- Campionato argentino: 1

Velez: 2024